# Manuel Zapata Olivella

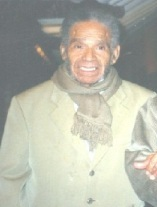
Zapata Olivella an der Liga Latinoamericana de Artistas

Manuel Zapata Olivella (* 17. März 1920 in Santa Cruz de Lorica, Kolumbien; † 19. November 2004 in Bogotá) war ein kolumbianischer Schriftsteller.
Zapata Olivella war als Arzt tätig. Als Schriftsteller veröffentlichte er Erzählungen, Romane und Dramen.

## Anekdote
Auf einem Regionalflug von Barranquilla nach Corozal, am 29. Mai 1982, in dem Manuel Zapata Olivella saß, ist das Flugzeug kurz nach dem Start mit einem Kampfflugzeug der kolumbianischen Luftwaffe zusammengestoßen. Den Tavina-Piloten gelang eine Notwasserung auf der Laguna de Malambo (Malambo-See). Keiner der sieben Insassen an Bord ist verletzt worden. So wurde Manuell Zapata Olivella zusammen mit den übrigen Insassen des Flugzeugs von Fischern gerettet. Die Militärmaschine konnte am Flughafen von Barranquilla landen.

## Werke (Auswahl)
- Tierra mojada, 1947
- He visto la noche, 1953
- Cuentos de muerte y libertad, 1961
- Detrás del rosto, 1963
- En Chimá nace un santo, 1964
- Chambacú, corral de negros, 1967